# Sofia Bouftini
Sofia Bouftini (en arabe : صوفيا بوفتيني), née le 25 janvier 2002, est une footballeuse internationale marocaine qui joue au poste de milieu de terrain à l'AS FAR.

## Carrière en club
Sofia Bouftini joue au Chabab Atlas Khénifra puis une saison à l'AS FAR. Elle évolue à la Renaissance de Berkane depuis l'été 2022.

### Ligue des champions CAF 2021
Sofia Bouftini et l'AS FAR parviennent à se qualifier pour la phase finale de la première édition de la Ligue des champions féminine de la CAF qui a lieu en Égypte. Elle participe à tous les matchs sauf la demi-finale contre les Ghanéennes de Sekondi Hasaacas. Elle délivre une passe décisive pour Ghizlane Chebbak lors du match de la 3e place contre les Malabo Kings.
Bouftini remporte le championnat avec les Militaires à l'issue de la saison sportive 2021-2022.

### Renaissance Berkane (2022-2023)
Après une saison à l'AS FAR, Sofia Bouftini est prêtée une saison à la Renaissance sportive de Berkane en deuxième division marocaine. Le club termine la saison 2022-2023 à la deuxième place de la poule nord ne parvenant pas ainsi à accéder à l'élite.

### Chabab Mohammédia (2023-2024)
Après avoir disputé la Coupe du monde en Australie, elle retrouve l'élite le 8 septembre 2023 en s'engageant avec le Chabab Mohammédia. Elle inscrit son premier but sous ses nouvelles couleurs le 19 novembre 2023 contre le Raja Aïn Harrouda dans le cadre de la 6e journée du championnat. La journée qui suit elle est buteuse face à Assa-Zag (victoire, 3-0).

### Retour à l'AS FAR (depuis 2025)
Après une saison jouée au Wydad AC avec lequel elle parvient à atteindre la finale de la Coupe du Trône, Sofia Bouftini fait son retour à l'AS FAR.

## Carrière internationale

### Maroc -20 ans
Sofia Bouftini connait également plusieurs sélections en équipe du Maroc -20 ans.
Durant l'été 2019, elle est sélectionnée pour prendre part aux Jeux africains de 2019 qui ont lieu au mois d'août à Rabat. La sélection marocaine termine à la 3e place du tournoi féminin.
Fin novembre 2020, Lamia Boumehdi l'appelle pour prendre part au stage à Accra à l'occasion d'une double confrontation contre le Ghana -20 ans où elle joue les deux rencontres.
Lors du mois de décembre 2020, elle participe au stage à Monrovia pour une double confrontation amicale contre le Libéria.
Au cours de l'année 2021, Sofia Bouftini dispute les éliminatoires de la Coupe du monde des moins de 20 ans 2022. Après avoir éliminé, le Bénin puis la Gambie, le Maroc se fait sortir par le Sénégal aux tirs au but en février 2022 lors de l'avant-dernier tour.

### Équipe du Maroc B
Sofia Bouftini est convoquée par Dimitri Lipoff pour disputer le 25 septembre 2023 un match amical contre l'Islande au Complexe Mohammed VI. Titularisée, la rencontre se termine sur un score nul, 0-0.
Durant le mois d'avril 2025, elle est convoquée pour disputer un match amical contre l'équipe de Tunisie au Complexe Mohammed VI.

#### Équipe du Maroc
Sofia Bouftini est appelée en équipe A depuis 2021.
Le sélectionneur Reynald Pedros la convoque pour le stage qui a lieu en Espagne en octobre 2021 où la sélection marocaine affronte son homologue espagnole en match amical. Cependant, Bouftini n'entre pas en jeu.
Elle fait ses débuts le 8 avril 2022 contre la Gambie à Rabat où elle délivre une passe décisive pour sa coéquipière Imane Saoud.

#### Coupe d'Afrique des nations 2022
Sofia Bouftini fait partie des 26 joueuses sélectionnées pour participer à la Coupe d'Afrique des nations 2022 au Maroc. Bien qu'elle fasse partie du groupe, la joueuse de l'AS FAR n'entre en jeu à aucun match de la compétition.

#### Coupe du monde 2023: Les Marocaines créent l'exploit
Dans le cadre des préparations à la Coupe du monde 2023, Sofia Bouftini est sélectionnée par Reynald Pedros pour prendre part à un stage à Cadix (Espagne) au mois d'octobre 2022 durant lequel le Maroc affronte les équipes de la Pologne et du Canada. Elle participe au deuxième match contre le Canada (champion olympique 2020) en entrant en jeu à la place d'Anissa Belkasmi à la 65e minute.
Reynald Pedros la convoque pour le stage suivant à Marbella durant lequel le Maroc affronte l'Irlande dans une double confrontation amicale. Elle participe au premier match en tant que remplaçante puis au deuxième en tant que titulaire.
Elle est sélectionnée en avril 2023 pour prendre part à deux matchs amicaux internationaux contre la Tchéquie et la Roumanie respectivement le 6 avril 2023 à Prague et le 11 avril 2023 à Bucarest. Elle entre en jeu en fin de match contre les Roumaines à la place de Hanane Aït El Haj.
Sofia Bouftini fait partie des 28 joueuses présélectionnées par Reynald Pedros pour disputer la Coupe du monde 2023 organisée en Australie et Nouvelle-Zélande. Après le stage effectué en Autriche, Bouftini est sélectionnée dans la liste finale des 23 joueuses retenues pour défendre les couleurs marocaines au Mondial.
Après avoir mal débuté contre l'Allemagne (défaite 6-0), le Maroc parvient à remporter une première victoire, contre la Corée du Sud (1-0), puis une deuxième, contre la Colombie (1-0) et réussit à se qualifier pour les huitièmes de finale pour sa première participation, et ce grâce au nul de l'Allemagne contre la Corée lors de la dernière journée. Le parcours des Marocaines prend fin contre les Françaises (4-0). Hormis le match contre la Colombie, Sofia Bouftini est chaque fois entrée en jeu lors des trois autres rencontres.

#### CAN et Jeux olympiques 2004
Elle reçoit une convocation de la part de Jorge Vilda, fraîchement nommé à la tête de l'équipe nationale, pour disputer une double confrontation face à la Namibie les 26 et 31 octobre 2023 dans le cadre du deuxième tour des qualifications des Jeux olympiques 2024. La Namibie étant dans l'incapacité de recevoir, les deux matchs se jouent au Maroc. Les Marocaines s'imposent lors des deux manches. La première à Marrakech le 26 octobre 2023 sur le score de 2-0, et la deuxième à Rabat avec le même score. Sofia Bouftini n'entre en jeu que lors de la première rencontre,.

#### Coupe d'Afrique 2024
Sofia Bouftini fait son retour en sélection en étant convoquée par Jorge Vilda pour une double confrontation amicale face à la RD Congo les 30 mai et 3 juin à 2024 Berkane. Le Maroc remporte les deux rencontres. La première sur le score de 2 buts à 1 et la deuxième, 3 buts à 2. Cependant, Bouftini n'entre en jeu dans aucun des deux matchs.

## Statistiques

### En club
Le tableau suivant recense les statistiques en club de Sofia Bouftini.

| Saison                | Club                  | Championnat           | Championnat | Championnat | Championnat | Coupe(s) nationale(s) | Coupe(s) nationale(s) | Coupe(s) nationale(s) | Compétition(s) continentale(s) | Compétition(s) continentale(s) | Compétition(s) continentale(s) | Compétition(s) continentale(s) | Total | Total | Total |
| Saison                | Club                  | Division              | M.          | B.          | P.d.        | M.                    | B.                    | P.d.                  | Comp.                          | M.                             | B.                             | P.d.                           | M.    | B.    | P.d.  |
| 2021-2022             | AS FAR                | Division 1            | -           | -           | -           | -                     | -                     | -                     | LDC                            | 6                              | 0                              | 1                              | 6     | 0     | 1     |
| 2022-2023             | RS Berkane (prêt)     | Division 2            | 21          | -           | -           | -                     | -                     | -                     | -                              | -                              | -                              | -                              | 21    | 0     | 0     |
| 2023-2024             | SCC Mohammédia        | Division 1            | -           | -           | -           | -                     | -                     | -                     | -                              | -                              | -                              | -                              | 0     | 0     | 0     |
| 2024-2025             | Wydad AC              | Division 1            | 23          | 9           | 2           | 3                     | 1                     | 0                     | -                              | -                              | -                              | -                              | 26    | 10    | 2     |
| 2025-2026             | AS FAR                | Division 1            | -           | -           | -           | -                     | -                     | -                     | -                              | -                              | -                              | -                              | 0     | 0     | 0     |
| Total sur la carrière | Total sur la carrière | Total sur la carrière | -           | -           | -           | -                     | -                     | -                     | -                              | 6                              | 0                              | 1                              | 6     | 0     | 1     |

## Palmarès

### En club
AS FAR
- Championne du Maroc en 2022
- Vainqueur de la Coupe du Trône 2020[22]
- 3e place à la Ligue des Champions CAF en 2021

 Wydad Athletic Club
- Coupe du Trône :
  - Finaliste : 2023-24

### En sélection
Équipe du Maroc -20 ans
- 3e place aux Jeux africains en 2019
- Vainqueur du Tournoi de l'UNAF : 2019

 Équipe du Maroc
- Coupe d'Afrique des nations
  -  Finaliste : 2022